# Giovannino de Grassi
Giovannino de' Grassi (Milán, h. 1350 – 6 de julio de 1398) fue un pintor, escultor, arquitecto y miniaturista italiano gótico
El año de nacimiento no se conoce con certeza. Su actividad se encuentra documentada desde 1389. Desde 1392 trabajó como escultor y arquitecto para la construcción del Duomo de Milán pero no destacó como escultor, sino como pintor y dibujante. Fue asesor en la construcción de la catedral de Pavía.
Desde 1370 ilustró cerca de 50 folios del Offiziolo de Gian Galeazzo Visconti con imágenes naturalistas. La obra se encuentra actualmente en la Biblioteca Nacional de Florencia.
También en su «Taccuino dei disegni» (álbum de dibujos), custodiado en la Biblioteca Angelo Mai de Bérgamo, que es considerado el ejemplo más importante del arte italiano tardogótico, dominaron escenas de actividad cotidiana, animales e imágenes de la naturaleza. Realizado hacia finales del siglo XIV cerca de la corte de los Visconti comprende 77 dibujos y 24 letras miniadas del alfabeto. Algunos dibujos parecen copias del natural, pero otros resultan copias de otros cuadros. Parece ser obra no autógrafa de Grassi, sino realizada con la colaboración de un taller. Al menos, trabajaron con él su Hermano Porrino y su hijo Salomone. A Grassi y su taller o entorno se atribuyen algunas iluminaciones del manuscrito «Tacuinum Sanitatis», conservado en la Biblioteca Nacional de Francia, París.
Aunque la actividad más conocida de Grassi son estas iluminaciones, se tiene constancia de que cultivó también otras formas artísticas, de las que hoy apenas quedan restos: pendones de iglesia, retablos, cartones para tracerías de ventanas, atribuyéndosele incluso la realización de una maqueta en madera de la catedral.
Giovannino de' Grassi hizo escuela, siendo su discípulo más notable Michelino da Besozzo.